# Vägstakning
Vägstakning är den process då en ny vägs placering i terrängen bestäms. Tillvägagångssättet när man stakar ut en ny vägsträckning kan grovt delas upp i tre olika metoder, som för större vägar har använts i tre olika tidsepoker. De är naturlig stakning, linjestakning och miljöstakning.
De flesta riksvägar och större länsvägar i Sverige är idag miljöstakade, ofta med inslag av äldre linjestakning.

## Naturlig stakning
Naturlig stakning är den äldsta varianten där vägen följer naturens topografi och vegetation. Ofta är det gamla smala stigar som genom åren breddats och förstärkts till den väg som finns idag. Dessa vägar är ofta krokiga i både plan och profil. Vägarna ger bilföraren dålig optisk ledningsförmåga, så att det är svårt att förutse hur vägen ska gå efter nästa backkrön eller kurva. Idag är det oftast på det mindre vägnätet man hittar dessa vägar. Ett exempel på en sådan väg med en sträckning som kan härledas från yngre järnålder är vägen mellan Veberöd och Ystad, "Gamla Lundavägen".
I kuperade områden byggde man så här långt in på 1900-talet, för att hålla nere kostnaden. Många riktigt gamla vägar utgår från gång- och ridstigar. Ibland blev ett ställe blött och gyttjigt, särskilt när hästar och vagnar blev vanligare, så då gick man runt stället, vilket skapat vissa kurvor som inte motiverats av kuperingen.

## Linjestakning
Vid bilismens genombrott efter första världskriget, uppstod ett stort behov av nya och snabba vägar. Det effektivaste sättet var att dra så raka linjer som möjligt mellan vägens målpunkter, och däremellan uppstod mer eller mindre tvära kurvor. Detta kallas linjestakning eller raklinjestakning. En linjestakad väg karaktäriseras av långa raksträckor som skär genom landskapet utan ambition att smälta in. Skarpa backkrön och dålig optisk ledningsförmåga är andra kännetecken. Ett annat kännetecken är att vägen blir såpass lång och rak att man förlorar sikten av hur vägen ser ut längst fram.
Idag förekommer linjestakning vid nybygge endast för mindre vägar, ofta ej avsedda för allmän trafik till exempel skogsbilvägar. Även mycket gamla vägar kan vara linjestakade; ett exempel är gamla Gävlevägen mellan Uppsala och Björklinge som kom till under drottning Kristinas tid på 1600-talet. Den är spikrak, fast terrängen är också platt.
Ett internationellt berömt exempel på linjestakning är järnvägen Moskva-Sankt Petersburg i Ryssland som är spikrak utom en konstig omväg på ett ställe. Skrönan säger att tsaren valde sträckning med linjal på kartan (år 1842), men sägs ha haft ett finger på kanten av linjalen så det blev en omväg på kartan. Det är en skröna, man ville undvika en höjdsträckning som till en början orsakade problem för järnvägstrafiken, och linjen var rak fram till dess att den så kallade Verebinskyförbifarten byggdes 1877. Även stambanorna i Sverige och många vägar från 1800-talet är stakade så, rät linje på kartan, men anpassade till terräng om det behövdes. Det gällde i första hand platta områden, i backiga områden kunde man inte staka så.
Man brukade från det att kartor blev etablerade som företeelse (på 1600-talet), för viktigare vägar (och senare järnvägar) dra en linje på kartan. Sedan fick man i terrängen anpassa sig till verkligheten, bland annat för att hålla nere kostnaden. I platta områden blev ibland vägen/järnvägen spikrak. I kuperade områden, såsom när Militärvägen och Stambanan genom övre Norrland byggdes, fick det bli mer naturlig staking.

## Miljöstakning
Fler och snabbare fordon, krav på miljö och estetik samt bättre tekniska hjälpmedel ledde till ett nytänkande efter andra världskriget. Begreppet miljöstakning eller rytmisk stakning etablerades i vägbyggandet. Ambitionen med miljöstakning är att skapa snabba vägar som smälter in i naturen och ger föraren en varierande miljö och en god optisk ledningsförmåga. En miljöstakad väg karaktäriseras av långa svepande kurvor, så kallade klotoider, och få backkrön.
Miljöstakade vägar kräver ofta stora schaktningsarbeten då vägen ofta går på bank eller i skärning. Ofta kan man genom att studera hur mycket massa som förflyttats bestämma vägens ålder; ju fler och större skärningar och vägbankar, desto nyare väg.